# San Vito di Cadore
San Vito di Cadore é uma comuna italiana da região do Vêneto, província de Belluno, com cerca de 1.718 habitantes. Estende-se por uma área de 61 km², tendo uma densidade populacional de 28 hab/km². Faz fronteira com Auronzo di Cadore, Borca di Cadore, Calalzo di Cadore, Colle Santa Lucia, Cortina d'Ampezzo, Selva di Cadore, Vodo Cadore.

## Demografia
| Variação demográfica do município entre 1861 e 2011                               |
|                                                                                   |
| Fonte: Istituto Nazionale di Statistica (ISTAT) - Elaboração gráfica da Wikipedia |